# Stade Bishan
 (avril 2025).
Le stade Bishan (en malais et en anglais : Bishan Stadium, en chinois : 碧山體育場, et en tamoul : பிஷன் ஸ்டேடியம்) est un stade omnisports à Bishan (Singapour), avec une capacité de 4 254 places.

## Histoire
Il est actuellement utilisé pour les matches de football du Home United FC. Construit en 1998, il est rénové en 2009 pour accueillir les Jeux olympiques de la jeunesse d'été 2010 dont il a été le stade principal (avec le rajout de 6 000 places supplémentaires provisoires, portant sa capacité totale à plus de 10 000).